# Anglický dlouhorohý skot
Anglický dlouhorohý skot, English Longhorn, je staré krajové plemeno skotu pocházející z hrabství Yorkshire. Největší rozkvět a rozšíření plemene nastalo v 18. století, pak byl vytlačen užitkovějšími plemeny a dnes jsou jeho stavy nízké.
Původní zaměření plemene bylo trojstranné se stejným důrazem na produkci masa, mléka i tažných zvířat. Je to skot středního tělesného rámce a pevné konstituce. Nápadné jsou dlouhé tenké rohy, které vybíhají daleko směrem dopředu. Hřbet je rovný, záď je výrazná, hrudník klenutý a končetiny pevné s dobrými paznehty. Zbarvení je různorodé, od tmavě hnědé přes rezavou až po červeně plesnivou barvu, na hřbetě a na břiše se vždy táhne bílý pruh, bílý je též ocas a žádoucí se bílá skvrna na kýtě.
Longhorn je nenáročný, vystačí si jen s objemným krmivem a to i horší kvality. Je dlouhověký, plodný a bez problémů se telí. Jatečná výtěžnost je vysoká a krávy je možno využít jako krávy kojné k odchovu dvou telat.

## Fotogalerie

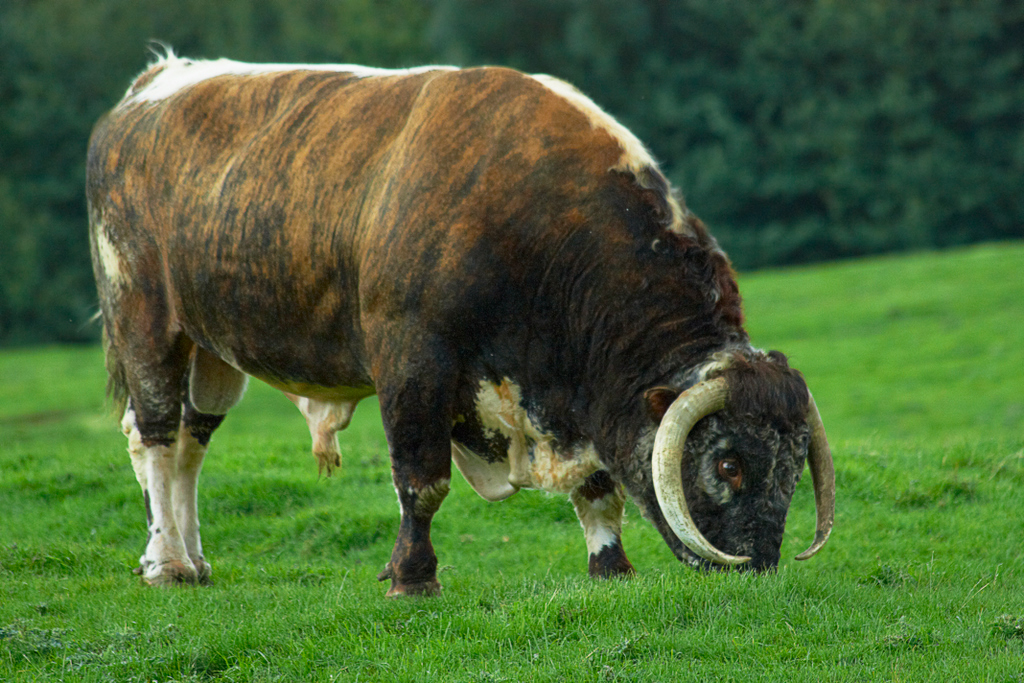
Býk anglického dlouhorohého skotu
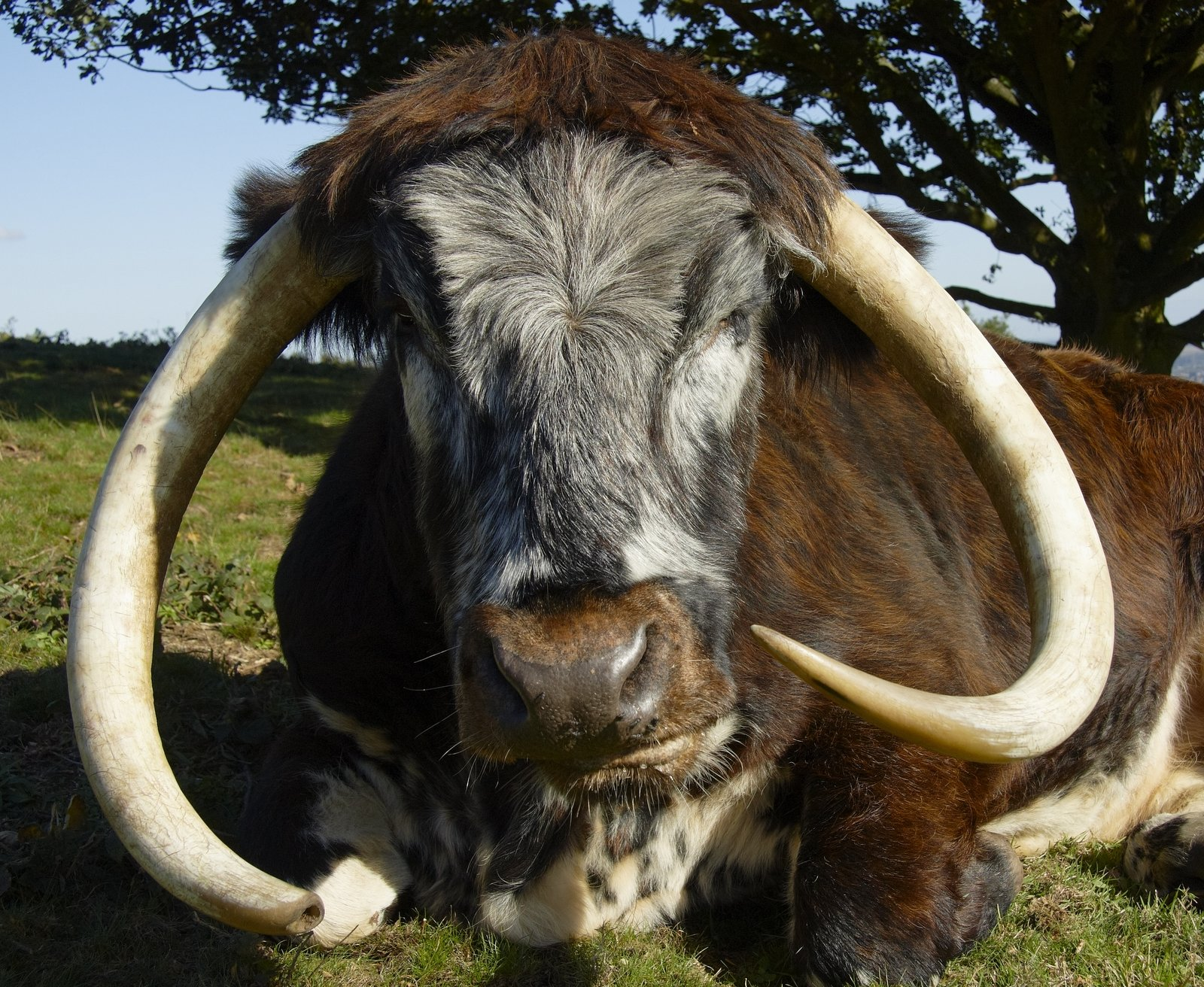
Hlava krávy anglického dlouhorohého skotu
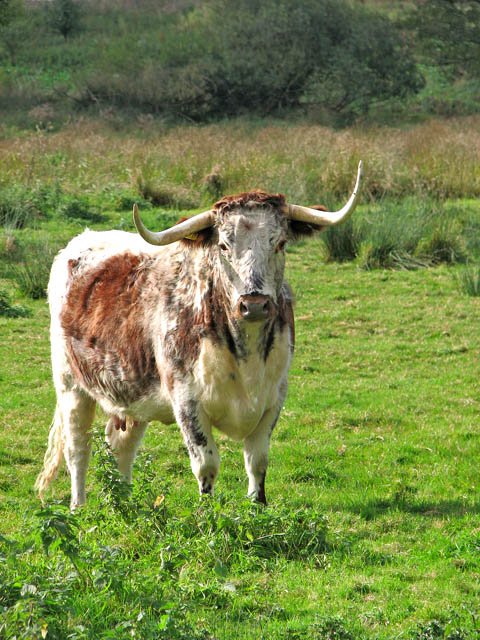
Kráva anglického dlouhorohého skotu zepředu
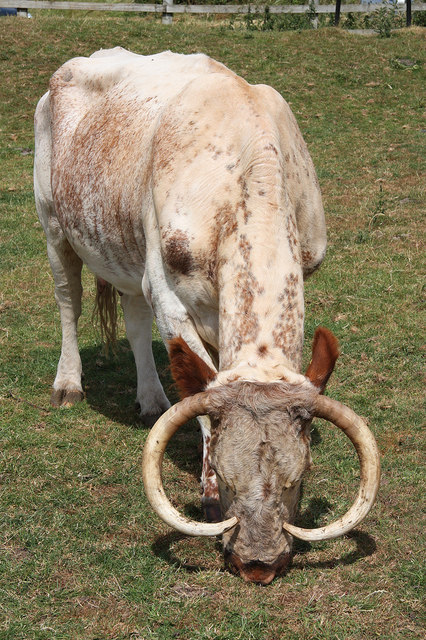
Pasoucí se kráva anglického dlouhorohého skotu